# Jaklapallisaurus
Jaklapallisaurus is een geslacht van plantenetende dinosauriërs, behorend tot de groep van de Sauropodomorpha, dat tijdens het late Trias leefde in het gebied van het huidige India.

## Vondst en naamgeving
De typesoort Jaklapallisaurus asymmetrica is in 2011 benoemd en beschreven door Fernando Emilio Novas, Martin Ezcurra, Sankar Chatterjee en Tharavat S. Kutty. De geslachtsnaam verwijst naar het dorpje Jaklapalli, de vindplaats. De soortaanduiding betekent "asymmetrisch" en verwijst naar de vorm van het sprongbeen in onderaanzicht.
Fossielen van Jaklapallisaurus zijn door Kutty in Andhra Pradesh drie kilometer ten noorden van Jaklapalli gevonden in de bovenste Maleriformatie die stamt uit het Norien-Rhaetien, ongeveer 204 miljoen jaar oud. Het holotype, ISI R274, bestaat uit een gedeeltelijk skelet zonder schedel. Bewaard zijn gebleven: een stuk achterste ruggenwervel, een stuk voorste staartwervel, en van de rechterachterpoot de onderkant van het dijbeen, het scheenbeen, het sprongbeen, vier middenvoetsbeenderen en twee teenkootjes. Specimen ISI R279, een onderste stuk van een dijbeen één kilometer ten noordoosten van Rampoer gevonden, is aan de soort toegewezen. Dit specimen komt echter uit de Dharmaramformatie.

## Beschrijving
Jaklapallisaurus is ongeveer vier à vijf meter lang en zal een kwart ton hebben gewogen.
De beschrijvers wisten enkele onderscheidende kenmerken vast te stellen. De meeste daarvan zijn autapomorfieën, unieke afgeleide eigenschappen. De onderzijde van het dijbeen heeft van onderen bekeken een overdwars breed open trog, de fossa poplitea, aan de achterzijde van de gewrichtsknobbels. Bij het dijbeen heeft de binnenste onderste gewrichtsknobbel in onderaanzicht een driehoekig profiel. De onderkant van het scheenbeen heeft een holle binnenste achterrand. Het sprongbeen heeft van achteren bekeken een rechte bovenrand. Daarnaast is er nog een unieke combinatie met twee op zich niet unieke kenmerken. De voorrand van het onderste dijbeen is recht in plaats van bol. De binnenste onderste gewrichtsknobbel van het sprongbeen is sterk aan de voorkant ontwikkeld, 60% hoger dan de buitenste knobbel.
Een verschil met Plateosaurus ingens is dat de bovenkant van het scheenbeen niet sterk naar voren ontwikkeld is. 

## Fylogenie
Jaklapallisaurus is volgens de beschrijvers een niet zeer basale soort in de Sauropodomorpha, en is een lid van de klade Plateosauria. Mogelijkerwijs had hij een positie in de Plateosauridae als verwant van Unaysaurus en Plateosaurus. In 2023 vond een analyse een positie in de Unaysauridae.